# Rouletten
Rouletten er en amerikansk stumfilm fra 1922 af Erich von Stroheim.

## Medvirkende
- Rudolph Christians som Andrew J. Hughes
- Miss DuPont som Helen Hughes
- Maude George som Olga Petchnikoff
- Mae Busch som Vera Petchnikoff
- Erich von Stroheim som Wladislaw Sergius Karamzin
- Dale Fuller som Maruschka
- Al Edmundson som Pavel Pavlich